# Колдердейл
Колдердейл (англ. Calderdale) — метрополитенский район в церемониальном метрополитенском графстве Уэст-Йоркшир.
Административный центр — город Галифакс.
Район расположен в западной части графства Уэст-Йоркшир, граничит с графством Ланкашир и Большим Манчестером.

## Состав
В состав района входят города:
- Бригхаус
- Элленд
- Галифакс
- Хебден Ройд
- Шелф
- Сауэрби-Бридж
- Тодморден

и общины (англ. civil parish):
- Блэкшо
- Эррингден
- Хептонстолл
- Риппонден
- Уодсворт